# Brinzio
Brinzio är en ort och kommun i provinsen Varese i regionen Lombardiet i Italien. Kommunen hade 814 invånare (2018).